# Umm al-Tut
Umm al-Tut, en arabe : ام التوت, est un village du gouvernorat de Jénine en Palestine, dans le nord de la Cisjordanie. Il est situé à 6 kilomètres au sud-est de Jénine. Selon le recensement du Bureau central palestinien des statistiques, la localité compte une population de 1 194 habitants en 2017.